# Cultura Liangzhu
A Cultura Liangzhu (良渚文化) (/ˈljɑːŋˈdʒuː/; 3400–2250 aC) foi a última cultura neolítica de jade no delta do rio Yangtze, na China.
Foi uma cultura altamente estratificada, pois artefatos de jade, seda, marfim e laca foram encontrados exclusivamente em sepultamento da elite, enquanto a cerâmica era mais comumente encontrada nos locais de sepultamento dos camadas mais pobres. Essa divisão de classes indica que o período Liangzhu foi um proto-Estado, simbolizado pela clara distinção entre classes sociais em estruturas funerárias. Um centro urbano regional surgiu no local da cidade de Liangzhu e grupos de elite deste eram os líderes regionais.
A cultura Liangzhu foi extremamente influente e sua esfera de poder alcançou o norte até Shanxi e até o sul de Guangdong. O sítio arqueológico Liangzhu foi descoberto no distrito de Yuhang, em Zhejiang e, inicialmente, escavado por Shi Xingeng, em 1936. Uma análise de 2007 do DNA recuperado de restos humanos mostra altas frequências do halogrupo O1 na cultura Liangzhu, ligando esta cultura às modernas populações de austronésios e tai-kadais. Acredita-se que a cultura Liangzhu ou outras subtradições associadas são a terra ancestral dos falantes das línguas austronésias.
Em 6 de julho de 2019, Liangzhu foi classificada como Patrimônio Mundial da UNESCO.

## Desaparecimento
A cultura Liangzhu entrou no seu auge cerca de 4000 ~ 5000 anos atrás, mas desapareceu repentinamente da área do lago Taihu há cerca de 4200 anos atrás, quando atingiu o pico. Quase não há vestígios nos anos seguintes nesta área. Pesquisas recentes mostraram que o desenvolvimento de assentamentos humanos foi interrompido várias vezes pelo aumento das águas do lago Taihu. Isso levou os pesquisadores a concluir que o desaparecimento da cultura Liangzhu foi causado por mudanças ambientais extremas, como inundações, já que as camadas culturais são geralmente interrompidas por camadas lamacentas ou pantanosas e arenosas com cascalho e árvores antigas soterradas.
Algumas evidências apontam que o lago Taihu foi formado sobre uma cratera de impacto há apenas 4500 anos, o que explicaria o desaparecimento da cultura Liangzhu.

## Urbanização e agricultura
O povo Liangzhu apresentava conhecimentos avançados de agricultura, como irrigação, cultivo de arroz e aquacultura. As casas eram geralmente construídas sobre palafitas, em rios ou linhas costeiras. Relíquias descobertas na muralha da cidade foram anunciadas pelo governo da província de Zhejiang em 29 de novembro de 2007, que comprovaram ser o o centro da cultura Liangzhu. Um novo Museu da Cultura Liangzhu foi concluído em 2008 e aberto no final do mesmo ano.
A antiga cidade de Liangzhu está localizada nas planícies fluviais úmidas entre a Montanha Daxiong e a Montanha Dazhe, da Cordilheira de Tianmu. Acredita-se que tenha sido uma das maiores cidades de sua época. Sua área interna tem cerca de 290 hectares, cercada por muros de barros com seis portões de acesso. Dois portões estavam localizados nas paredes norte, leste e sul. No centro havia um palácio de 30 hectares e evidências de uma proteção artificial contra inundações.Ambas construções são indicadores da complexidade social que se desenvolveu em Liangzhu na época.
Há evidências de um grande celeiro, capaz de conter até 15 toneladas de arroz. Existem inúmeras entradas de vias navegáveis, dentro e fora da cidade, conectando-as às redes fluviais. No perímetro urbano havia montes artificiais de terra e colinas naturais. Fora da área murada, resquícios são encontrados em uma área de até 700 hectares, provavelmente residências construídas em um projeto de planejamento urbano. Oito quilômetros ao norte, vários locais semelhantes a barragens foram encontrados e especula-se que sejam um antigo sistema de proteção contra inundações.
Dentro e fora da cidade foram desenterrados vários utensílios para fins de produção, utensílios básicos do dia a dia, armas e artigos religiosos, muitos deles finamente esculpidos em jade. Foram encontrados também restos mortais, fundações de grandes estruturas, túmulos, altares, residências, docas e oficinas. Pelas estruturas soterradas acredita-se que a cidade foi desenvolvida e construída após um longo planejamento.
Uma comunidade típica de Liangzhu, da qual existem mais de 300 escavadas até agora, morava perto de rios. Foram recuperados barcos e remos que indicam habilidade em barcos e embarcações. Um local de Liangzhu forneceu os restos de um píer de madeira e um aterro que se acredita ter sido usado para proteção contra inundações. Casas foram erguidas em madeira também para ajudar a evitar inundações, embora as casas em terrenos mais altos incluíssem casas semi-subterrâneas com telhados de colmo.
Acredita-se que a cultura Liangzhu tenha sido mais socialmente desenvolvida e complexa do que os contemporâneos do norte no vale do Han.

## Artefatos e tecnologia

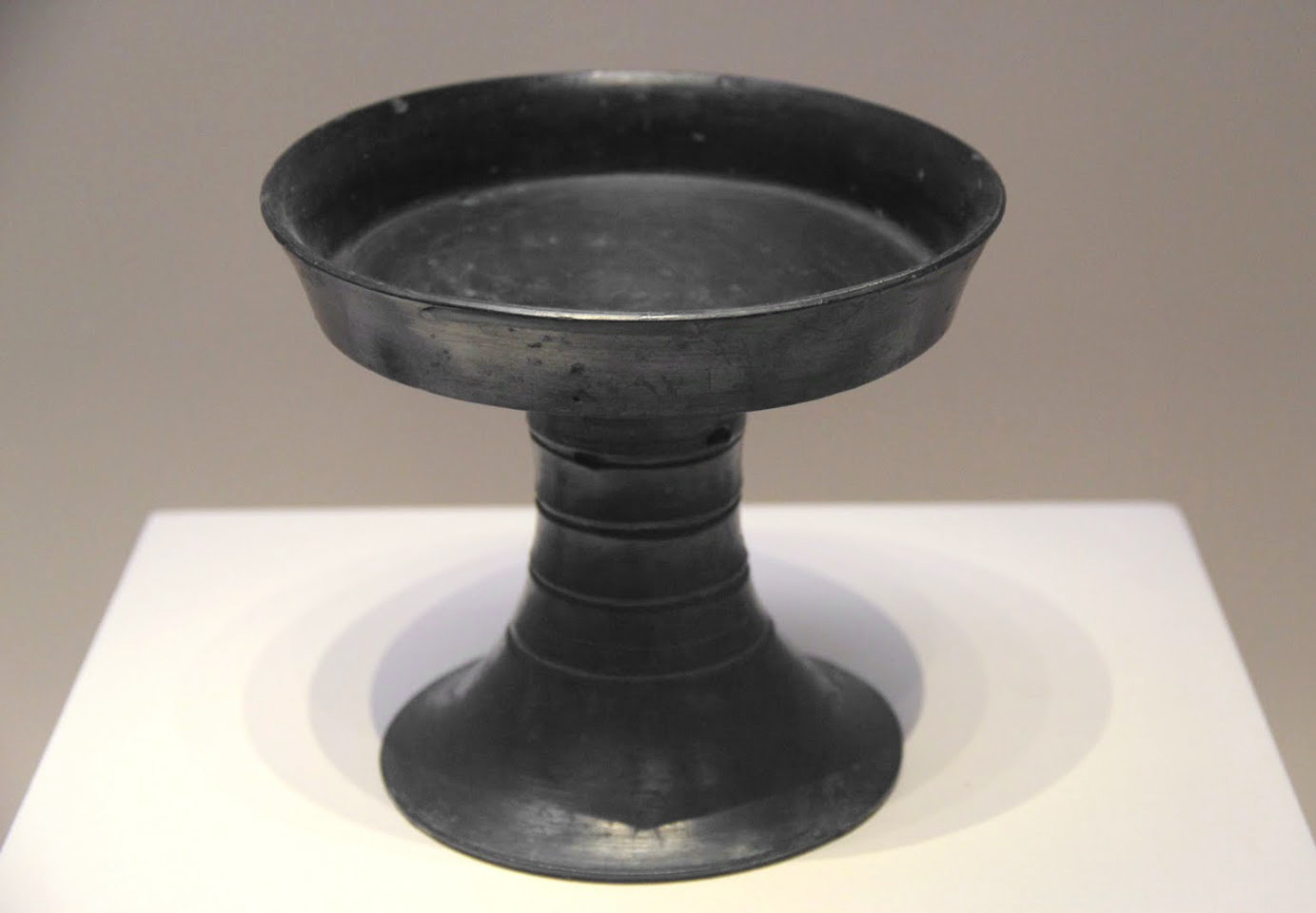
Cerâmica neolítica, Cultura Zhejiang, 1955. Museu Nacional da China, Pequim

Os habitantes de Liangzhu utilizavam artefatos finamente decorados, enxós de pedra, com estilos artísticos que enfatizavam espirais, círculos, cerâmicas entalhadas, facas e colheres de ardósia e pontas de lança. Tais artefatos também são comuns no neolítico posterior do Sudeste Asiático e tais tecnologias e ferramentas possivelmente se desenvolveram na região do Rio Yangtzé. Pesquisadores encontraram evidências de machados criados com ferramentas de diamante e que esta foi a única cultura pré-histórica a trabalhar com safiras.

## Trabalhos em jade
Trabalhos em jade desta cultura eram finamente trabalhados, especialmente para fins rituais, geralmente com inscrições retratando Taotie (饕餮), uma das "quatro criaturas malignas do mundo" na mitologia chinesa antiga. Os artefatos mais comuns eram vasos esculpidos em jade, o maior deles tendo 3,5kg. Discos e machados em jade também foram desenterrados nos sítios arqueológicos. Pingentes de jade finamente decorados com tartarugas, peixes e pássaros eram usados em colares e cordões.
Muitos dos artefatos do local possuem uma fina linha branca de aspecto leitoso cortando a peça devido às rochas contendo tremolita e pela influência de fluídos escorrendo pelos locais de sepultamento, embora jade com actinolita e serpentina também sejam comuns. Muitos assentamentos de Liangzhu continham artefatos de jade, mas os da cultura Liangzhu são, de longe, os melhores e mais preservados. Os artefatos encontrados da Cultura Liangzhu foram determinantes e bastante influentes em outras culturas neolíticas da China.

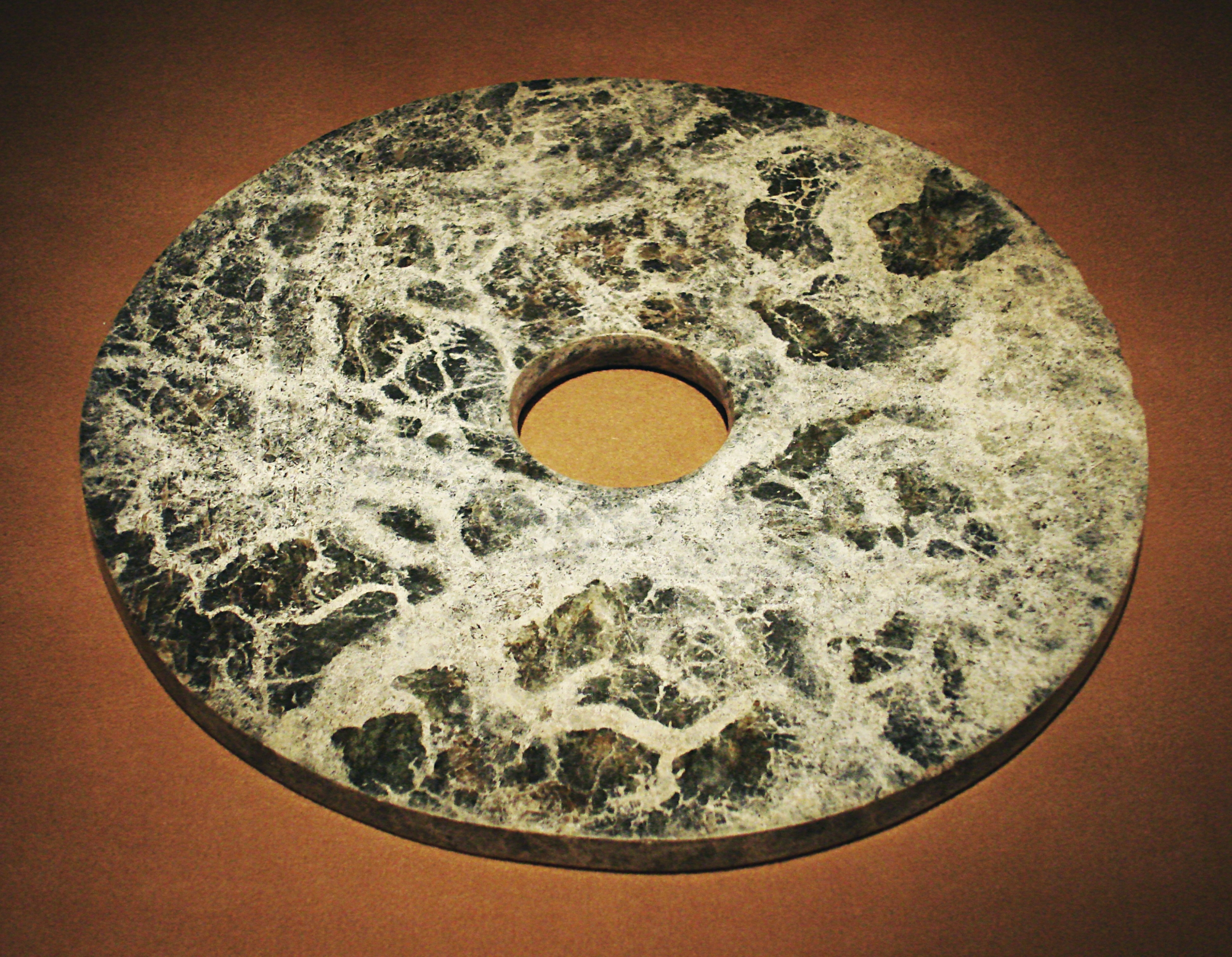
Disco de jade da Cultura Liangzhu. O objeto ritual é um símbolo de riqueza e poderio militar.

A cidade de Liangzhu controlava a produção dos melhores artefatos em jade, mas outros centros de produção de menor importância também produziam bens para a elite, o que leva os arqueólogos a acreditar que a sociedade em Liangzhu não seria estratificada tipicamente em uma pirâmide, do status mais baixo para o mais alto. Muitos centros menores de produção tinham acesso à jade de boa qualidade, mas a cidade de Liangzhu determinava os critérios de trocas e comercialização. Aparentemente, eles não eram importadores de jade, ainda que exportassem em abundância.

## Religião
Um altar neolítico escavado em Yaoshan indica que as estruturas religiosas eram elaboradas, com seus templos e altares cuidadosamente construídos em pedra, indicando a relevância do culto na sociedade de Liangzhu. Construído em três níveis, o mais alto era feito em taipa. Três plataformas adicionais foram feitas com paralelepípedos. Há restos de um muro de pedra. No altar há doze sepulturas arranjadas em duas fileiras. Alguns pesquisadores acreditam que um ritual de sacrifício de escravos fizesse parte da tradição de Liangzhu.

## Genética
Uma análise de DNA colhido em restos humanos de sítios arqueológicos de populações pré-históricas ao longo do rio Yangtzé, em 2007, mostrou uma frequência alta do haplogrupo O1 na cultura Liangzhu, ligando esta cultura às modernas populações de austronésios e tai-kadais. Em outros lugares o haplogrupo não é encontrado. Os autores do estudo acreditam que isso indica evidência de duas rotas diferentes de migração humana durante o povoamento da Ásia Oriental, uma costeira e a outra interior, com pouco fluxo genético entre elas.